# Lufthavnsuddannelsen
Lufthavnsuddannelsen (bedre kendt som lufthavnsoperatør), er en uddannelse inden for lufthavne. Uddannelsen som Transportarbejder i lufthavn varer 1 år og 6 måneder, og arbejdet består i at transportere bagage og andet gods, samt vedligeholde flyvepladser.
Uddannelsen som Lufthavnsoperatør med speciale varer 3 år og består både af skole- og praktikophold. Som færdiguddannet lufthavnsoperatør med speciale arbejder man med bagage, transport, fragt, aircraft servicing, airport service, brand og redning, brændstof, rengøring, ground handling og rampeservice. Man får job hos luftfartsselskaber og selskaber, der arbejder sammen med dem.
Uddannelsen tilbydes på Teknisk Erhvervsskole Center i Hvidovre, og på EUC Lillebælt i Fredericia